# Starodavni
Starodavni so ena izmed ras v izmišljenem svetu serije Zvezdna vrata. Tehnološko so zelo napredni, oni so bili tisti, ki so vzpostavili mrežo zvezdnih vrat po galaksiji. Govorijo jezik, ki je zelo podoben latinščini.
Pred 5 do 10 milijoni let jih je prizadela kuga, zaradi katere so pomrli ali pa se povzpeli na višjo raven obstoja. Nekaj Starodavnih je pred kugo v ladji/mestu, imenovanem Atlantida, pobegnilo v galaksijo Pegaz. V Pegazu so se zapletli v vojno z Besi, ki so imeli primerljivo tehnologijo, vendar so jih prekašali po številu. Starodavni so zato Atlantido potopili na dno oceana, sami pa so se vrnili na Zemljo in se nato tudi povzpeli na višjo raven. 
Po zunanjem izgledu so podobni ljudem, ki so njihova druga evolucija. Nekateri ljudje imajo tako poseben gen, ki omogoča upravljanje z njihovo tehnologijo, kot so plovila in obrambni sistemi. Tak gen ima tudi Jack O'Neill, ki si je nekoč v možgane naložil vse njihovo znanje. 
Na višji ravni obstoja se prikazujejo kot prameni bele svetlobe. Imajo moč, ki presega našo, vendar se načelno ne vmešavajo v potek dogodkov na naši ravni.